# Oued El Alenda
Oued El Alenda (em árabe: وادى اﻟﻌﻠﻨﺪة) é uma cidade e comuna localizada na província de El Oued, Argélia. Segundo o censo de 2008, a população total da cidade era de 6 830 habitantes.